# Aaron Himelstein
Aaron Himelstein (nascido em 10 de outubro de 1985) é um ator estadunidense, que talvez seja mais conhecido por interpretar uma versão mais jovem de Austin Powers em Austin Powers in Goldmember e Friedman, o melhor amigo de Lucas Girardi em Joan of Arcadia. Ele também escreveu, dirigiu e editou o curta-metragem Sugar Mountain. Ele fez participações em diferentes séries de tv como Cupid, Boston Public, North Shore, House MD e Community e apareceu no filme High Fidelity.

## Vida pessoal
Himelstein nasceu em Buffalo Grove, em Illinois filho de Susan(Maloney) e Robert "Bob" Himelstein . Sua descendencia é judaica(pai) e alemão-irlandês(mãe).
Ele é um amigo próximo de alguns atores de Joan of Arcadia como Michael Welch e Christopher Marquette. Ele e Welch ja se conheciam há vários anos mas eles ainda não tinham se tornaram amigos até a série começar em 2003.
Seu relacionamento com a atriz Leighton Meester teria terminado por volta das festas do final do ano.

## Trabalhos
- Losers Take All (2011)
- The Informers (2008)
- Assassination of a High School President (2008)
- All the Boys Love Mandy Lane (2007)
- Remember the Daze  (2007)
- House MD (2004)
- Bachelor Party Vegas (2006)
- Fast Food Nation (2006)
- Down the P.C.H. (2006)
- Austin Powers in Goldmember (2002)
- High Fidelity (2000)